# San Giacomo dall’Orio
La iglesia de San Giacomo dall'Orio (o Santiago Apóstol - San Jacobo) es una iglesia ubicada en el medio de un distrito residencial de Venecia (Véneto, Italia). En la iglesia de San Giacomo dall'Orio se conserva la tumba de uno de los más grandes pintores de la historia del arte italiano Giambattista Pittoni que murió en Venecia el 6 de noviembre de 1767.

## Descripción
El origen del nombre de la iglesia se desconoce. Entre las posibilidades se encuentra que se le llamara así por un laurel (lauro) que hubo en tiempos cerca, una versión de dal Rio («del río»), o que en el pasado estuvo sobre una zona de marisma desecada (luprio). Se fundó en el siglo IX y se reconstruyó en 1225. El campanario data de este periodo. Hay una serie de reconstrucciones desde aquella época (incluyendo una gran renovación en 1532) y el tejado con forma de quilla data del siglo XIV. Dos de las columnas fueron botín de la Cuarta Cruzada.
San Giacomo dall'Orio es una iglesia parroquial del Vicariado de San Polo-Santa Croce-Dorsoduro. Las otras iglesias de la parroquia son la San Stae y San Zandegolà.

## Obras de arte
- Francesco Bassano (Virgen en la gloria y San Juan Bautista predicando en la nueva sacristía, el último con retratos de la familia de Bassano y Tiziano)
- Lorenzo Lotto (La Virgen y cuatro santos, el retablo del altar mayor)
- Palma el Joven (Misterio de la Eucaristía cubriendo las paredes y parte del techo de la vieja sacristía; dos escenas de la Vida de san Lorenzo en el transepto norte)
- Paolo Veneziano (pintó el Crucifijo que cuelga frente al altar mayor (atribuido))
- Veronés (Santos Lorenzo, Jerónimo y Próspero, retablo en el transepto norte; Alegoría de la Fe y Los doctores de la iglesia en el techo de la nueva sacristía (ambas del taller de Veronés)

## Galería

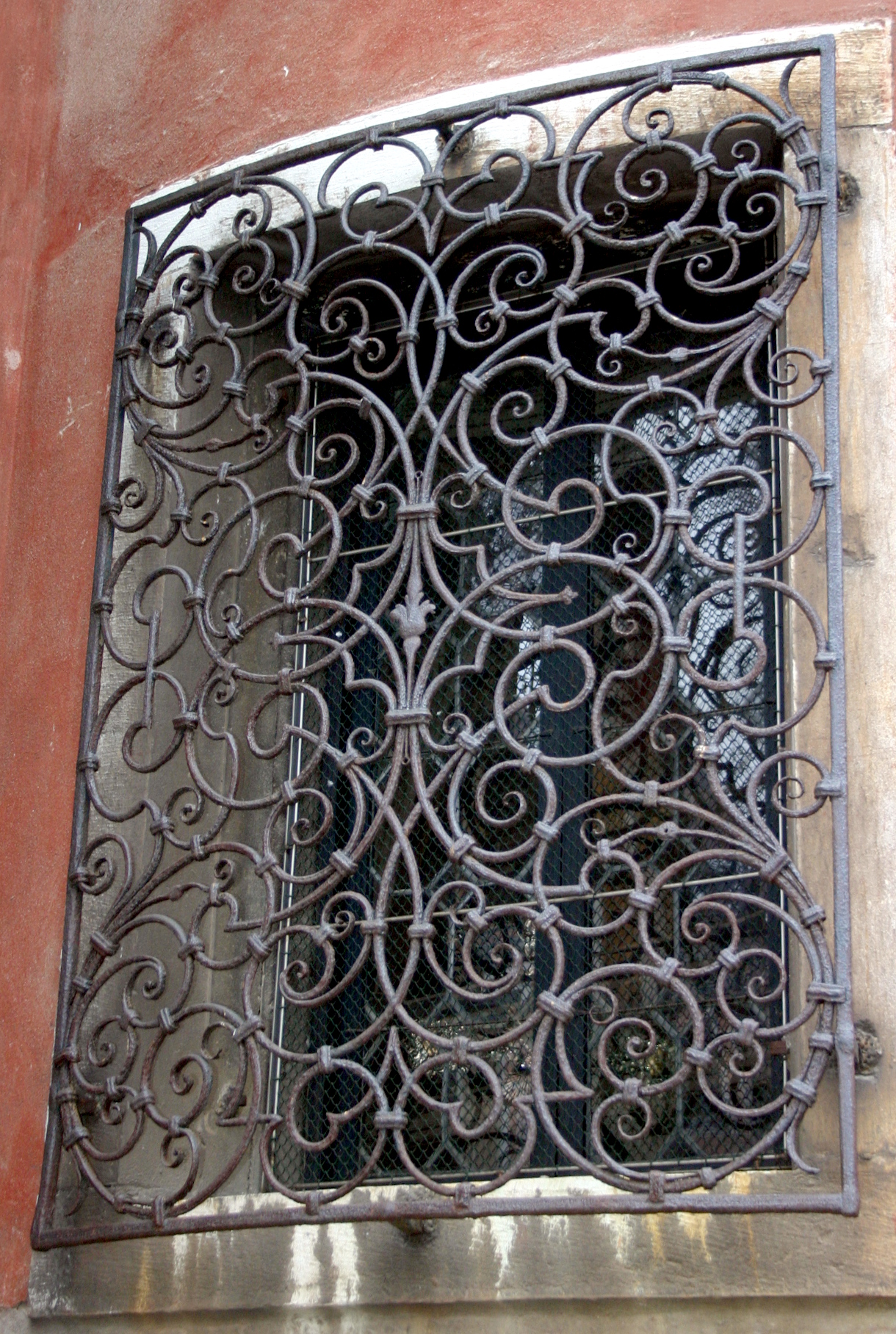
Rejería de forja.
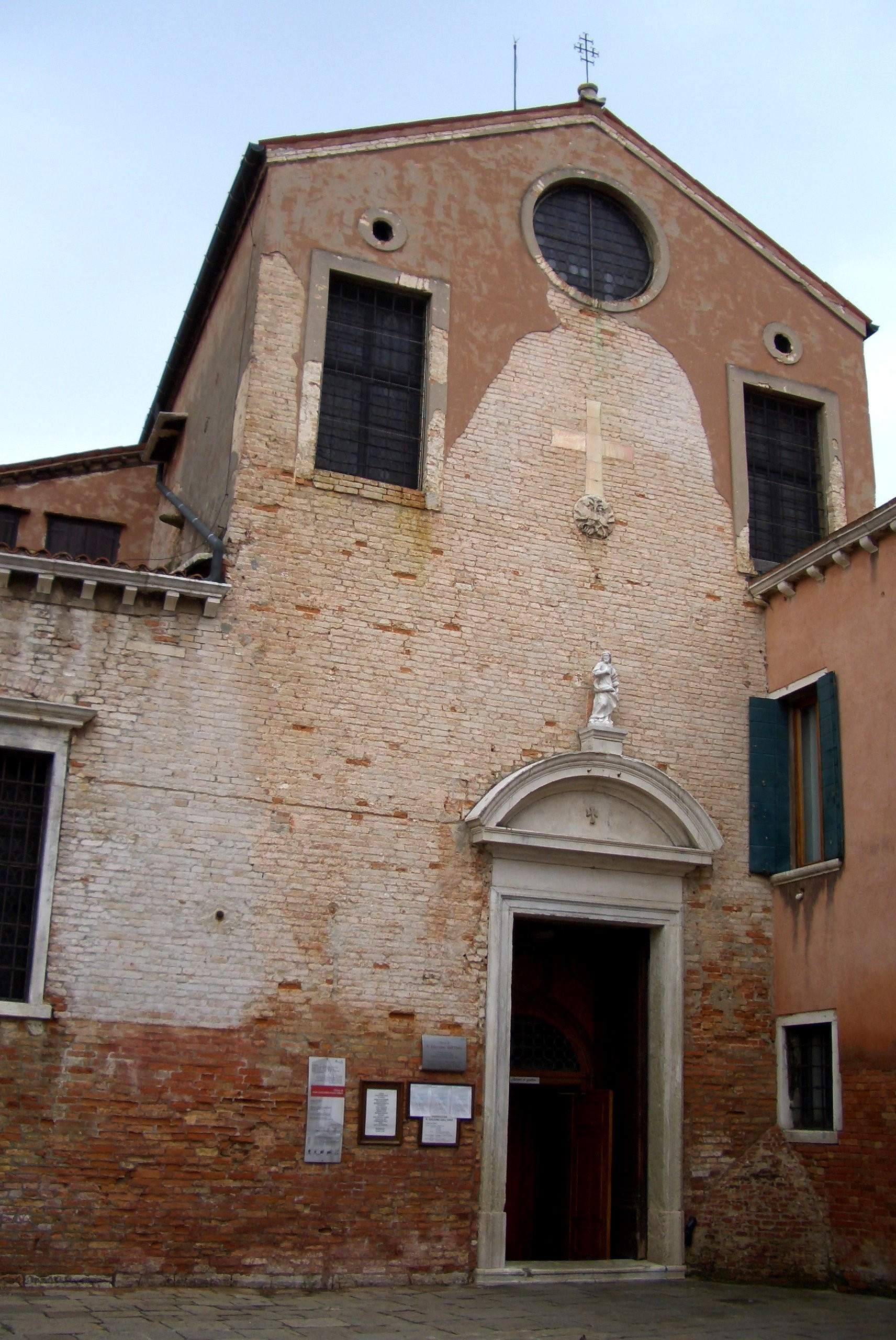
Puerta de acceso.
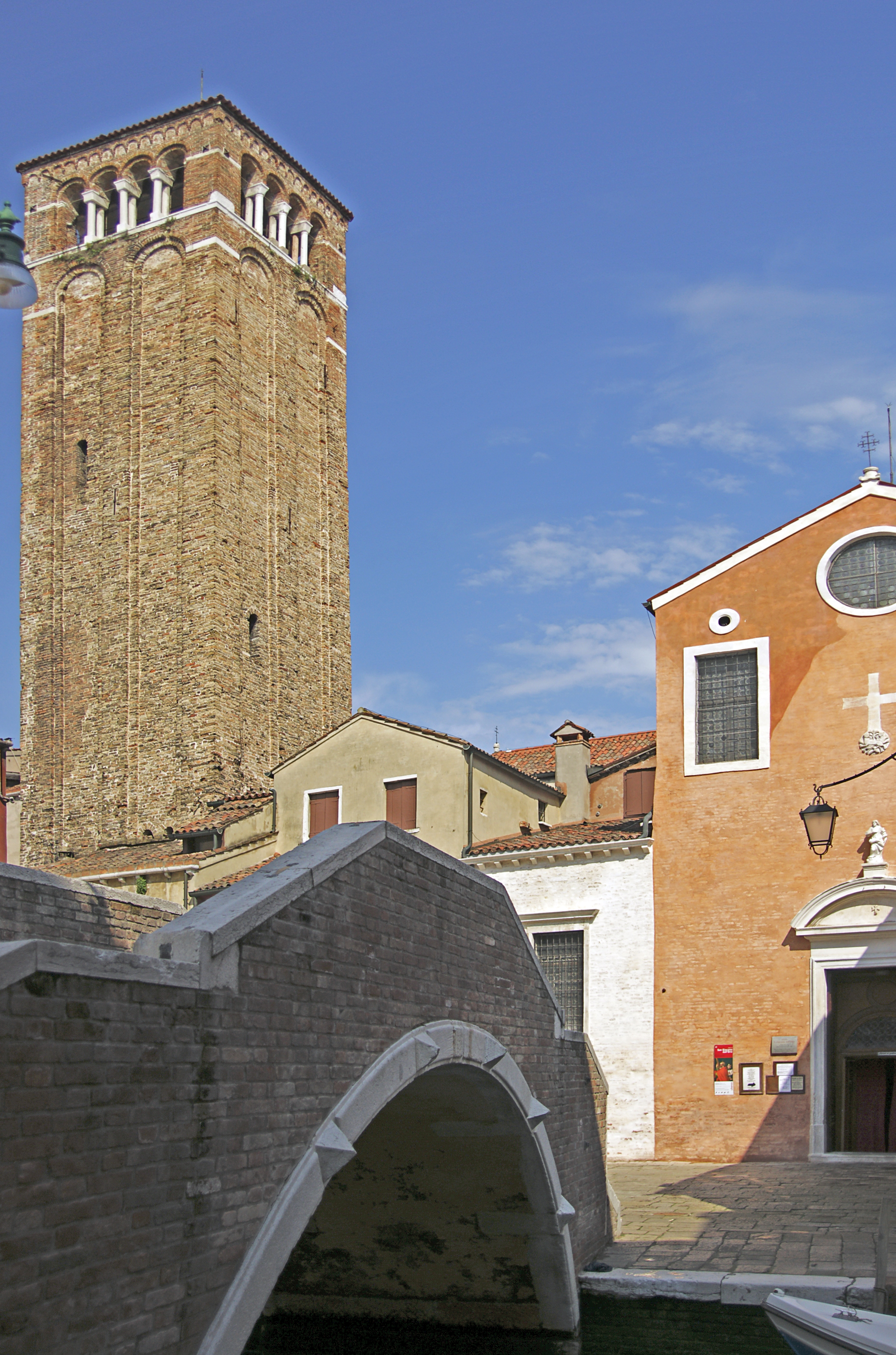
Campanario y fachada de entrada.
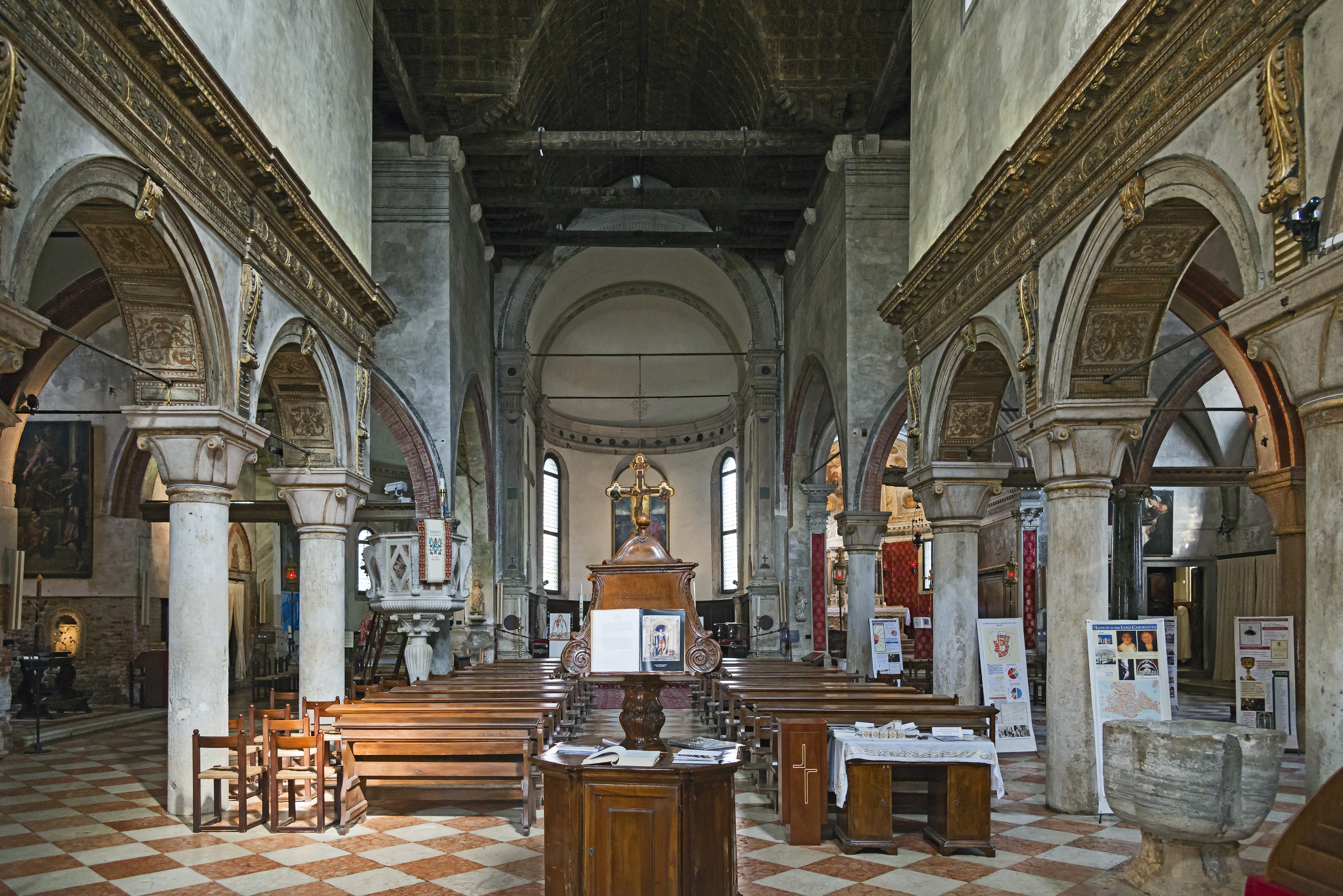
Interior.